# Deltatheroida
Deltatheroida je vyhynulá skupina (řád) vačnatých savců.

## Charakteristika a systematika
Deltateroidi představují primitivní tribosfenické, zřejmě vačnaté savce. Rod Deltatheridium s vačnatými konkrétně sdílí mj. charakteristický molariformní zubní vzorec (tři premoláry a čtyři stoličky); dále dočasný chrup, v rámci něhož je nahrazován pouze poslední premolár (3/3); a ohyb úhlového výběžku dolní čelisti. Kritika se naopak soustředí na zdánlivě plesiomorfní morfologii stoliček ve srovnání s jejich morfologií u živorodých savců.
První nálezy deltateroidů pocházejí z expedice Amerického přírodovědného muzea do pouště Gobi (Gregory a Simpson 1926). Interpretace této skupiny byla v průběhu historie sporná. Na deltateroidy se dlouhodobě nahlíželo jako na zástupce placentálních savců (Eutheria), resp. za taxon, jenž nelze jednoznačně zařadit ani k placentálům, ani ke zmíněným vačnatým (Metatheria) – tj. jako na jednu z kmenových skupin kladu Boreosphenida. Moderní systematika deltateroidy pokládá za bazální zástupce vačnatých, tedy skupiny, jež zahrnuje korunovou skupinu žijících vačnatců Marsupialia plus kmenové taxony k ní přidružené. Pro klad zahrnující Marsupialia a kmenové taxony blíže spřízněné s Marsupialia než s Deltatheroida se v takovém případě používá označení Marsupialiformes. Studie z roku 2022 tento konsensuální pohled zpochybnila, když rod Deltatheridium zařadila mezi Marsupialia – čímž zároveň posunula původ korunové skupiny vačnatců před hranici K-Pg. Příslušné závěry nicméně zůstávají značně kontroverzní.

## Ekologie a evoluce
Nejstarší zástupce deltateroidů představují rody Atokatheridium a Oklatheridium ze spodní křídy Severní Ameriky (104–108 mya). Největší množství nálezů pochází nicméně z Asie, kde ve svrchní křídě deltateroidi mezi vačnatými dominovali. Zmínit lze rod Sulestes z turonu Uzbekistánu a rody Deltatheridium a Deltatheroides z campanu Mongolska. Samostatné severoamerické nebo asijské skupiny však zřejmě nejsou monofyletické, což nasvědčuje komplikované biogeografické historii celého řádu. Deltateroidi se v průběhu evoluce vyvinuli v predátory menších obratlovců; pro tento závěr svědčí určité charakteristiky lebky a zubů odvozenějších forem, konkrétně zvětšená místa pro úpon spánkového svalu, prodloužené špičáky a rozvoj střižných ploch stoliček na úkor drticích plošek talonidů. Přechod k masožravosti představuje první ukázku tohoto evolučního trendu v rámci živorodých savců.
Zástupci deltateroidů vesměs mizí s vymíráním na přelomu křídy a terciéru, byť objev lazarského rodu Gurbanodelta svědčí pro jejich existenci ještě v průběhu pozdního paleocénu. Gurbanodelta zároveň představuje nejmenšího známého deltateroida, velikostně srovnatelného s dnešním nejmenším známým vačnatcem, vakomyší dlouhoocasou (Planigale ingrami).